# Национальный проект «Экономика данных и цифровая трансформация государства»
Национальный проект «Экономика данных и цифровая трансформация государства» — один из очередных национальных проектов в России на период с 2025 по 2030 годы. Является продолжением завершившегося национального проекта «Цифровая экономика». Куратор — вице-премьер Дмитрий Григоренко. На реализацию нацпроекта «Экономика данных и цифровая трансформация государства» в 2025—2030 годах правительство выделит 1,013 трлн руб, из внебюджетных источников будет привлечено 420 млрд руб. Проект направлен на модернизацию экономической системы страны через внедрение передовых цифровых решений и технологий, в том числе технологий искусственного интеллекта.

## Федеральные проекты
В состав национального проекта «Экономика данных и цифровая трансформация государства» включены следующие федеральные проекты:
- Проект «Доступ в интернет» ставит цель создать низкоорбитальную спутниковую группировку для обеспечения высокоскоростного доступа в интернет на всей территории РФ.
- Проект «Цифровые платформы в отраслях социальной сферы» направлен на внедрение платформенной модели взаимодействия граждан, бизнеса и государства.
- Проект «Цифровое государственное управление» предусматривает полную цифровизацию госуправления и переход на безбумажный документооборот.
- Проект «Отечественные технологии» нацелен на локализацию производства оборудования для сотовых сетей и программного обеспечения.
- Проект «Перспективные разработки» направлен на развитие квантовых и телекоммуникационных технологий.
- Целями проекта «Инфраструктура кибербезопасности» являются (1) обеспечение защищенности ключевых государственных информационных систем, и (2) создание единой платформы онлайн-обмена данными по противодействию мошенническим действиям в отношении граждан
- Проект «Кадры для цифровой трансформации» ставит цель обученния школьников и студентов искусственному интеллекту.
- Проект «Государственная статистика» нацелен на создание цифровой аналитической платформы для сбора, обработки, и анализа большого объёма статистических данных в режиме реального времени.
- В рамках проекта «Искусственный интеллект» планируется внедрить технологии искусственного интеллекта в экономику, социальную сферу и государственное управление.

## Задачи нацпроекта
Основной целью нацпроекта является внедрение принципов управления на основе данных во всех сферах общественной жизни. Планируется достичь качественно нового уровня в логистике, телемедицине, онлайн-образовании и предоставлении государственных услуг.
Ключевые направления реализации национального проекта:
- Развитие систем сбора данных с использованием высокочувствительных датчиков и квантовых сенсоров, применяемых в промышленности, системах связи и медицине.
- Совершенствование передачи данных в режиме реального времени для обеспечения функционирования робототехники, беспилотного транспорта и «умных городов».
- Создание отечественных систем хранения данных, включая облачные платформы, центры обработки данных и вычислительные мощности на базе квантовых и фотонных технологий.
- Обеспечение безопасности данных через развитие технологий квантовых коммуникаций и шифрования для защиты от классических и квантовых кибератак.
- Разработка национальных стандартов и протоколов работы с данными, в том числе для защиты персональных данных граждан.
- Создание алгоритмов обработки и анализа данных на основе искусственного интеллекта с использованием российского программного обеспечения и развитие отечественных платформ для совместной работы программистов.

## История
13 июля 2023 года на форуме «Вычисления и связь. Квантовый мир» президент России Владимир Путин заявил о необходимости разработать новый национальный проект до 2030 года по формированию экономики данных.
4 сентября 2023 года Владимир Путин поручил утвердить национальный проект по формированию экономики данных на период до 2030 года.
11 сентября 2023 года стало известно, что в рамках нового национального проекта к 2030 году планируется создать единое доверенное хранилище данных.
24 октября 2023 года зампред правительства РФ Дмитрий Чернышенко заявил, что в рамках национального проекта «Экономика данных» предусмотрено развитие импортонезависимых средств связи.
21 ноября 2023 года премьер-министр РФ Михаил Мишустин на стратегической сессии по формированию нацпроекта «Экономика данных» сообщил о необходимости реализации единой цифровой инфраструктуры в каждом регионе страны.
27 ноября 2023 года стало известно, что на реализацию национального проекта потребуется 1,5 триллиона рублей.
18 января 2024 года Владимир Путин поручил правительству до 1 июля 2024 года проработать меры поддержки разработки и внедрения генеративных моделей искусственного интеллекта.
29 февраля 2024 года Владимир Путин в рамках послания к Федеральному Собранию объявил о запуске национального проекта «Экономика данных» и заявил, что на финансирование его реализации будет направлено не менее 700 млрд рублей.
18 мая 2024 года в рамках выставки-форума «Россия» министр цифрового развития, связи и массовых коммуникаций Максут Шадаев рассказал о ключевых направлениях нацпроекта «Экономика данных и цифровая трансформация государства», среди которых обеспечение информационной безопасности, формирование рынка больших данных и разработка HR-платформы для государственных служащих.
3 сентября 2024 года стало известно, что затраты на реализацию национального проекта увеличились до 2,3 трлн рублей.
7 октября 2024 года было определено финансирование проекта «Экономика данных и цифровая трансформация государства» в размере 457 млрд руб. на ближайшие три года, из них 205 млрд и 72,7 млрд выделят на «Цифровое государственное управление» и на «Инфраструктуру доступа к интернету».
26 февраля 2025 года заместитель председателя правительства РФ, руководитель аппарата правительства РФ Дмитрий Григоренко презентовал национальный проект "Экономика данных и цифровая трансформация государства. Среди главных задач на ближайшие два года — принятие законопроекта для борьбы с мошенниками, создание антифрод-платформы, а также принятие законопроекта «О платформенной экономике».